# Trichocentrum oestlundianum
Trichocentrum oestlundianum là một loài thực vật có hoa trong họ Lan. Loài này được (L.O.Williams) M.W.Chase & N.H.Williams mô tả khoa học đầu tiên năm 2001.